# Джозеф Кемпбелл
Джозеф Джон Кемпбелл (англ. Joseph John Campbell; 26 березня 1904, Вайт-Плейнс, штат Нью-Йорк — 31 жовтня 1987, Гонолулу) — американський дослідник міфології, найбільш відомий завдяки своїм працям про порівняльну міфологію та релігієзнавство.
Джозеф Кемпбелл здобув велику популярність після низки телевізійних інтерв'ю з журналістом Біллом Моєрсом (Bill Moyers) в 1985 і 1986 роках, а також завдяки тому, що саме він зі своєю книгою «Герой з тисячею облич», за словами Джорджа Лукаса, був натхненником фільму «Зоряні війни».

## Життєпис
Джозеф Кемпбелл народився в Нью-Йорку в 1904 році в ірландській родині. Батьки Чарльз і Джозефіна Кемпбелл забезпечили йому хорошу освіту. Кемпбелл вивчав католицизм в парафіяльній школі. Він також виявляв великий інтерес до індіанських традицій. У дитинстві він багато читав, і як говорив в одному з інтерв'ю, ще тоді помітив, що міфи індіанців мають подібні з Біблією мотиви. Після вступу до Колумбійского університету в 1921 році Кемпбелл продовжує вивчення іноземних мов і літератури, а також антропології та філософії.
Після отримання в 1926 році ступеня магістра в галузі середньовічної літератури Джозеф Кемпбелл два роки жив у Парижі та Мюнхені, вивчаючи романську філологію і санскрит. Велике враження на нього справили книги Джеймса Джойса і Томаса Манна, вчення про елементарні ідеї Адольфа Бастіана, ідея культурних циклів етнолога Лео Фробеніуса і теорії сновидінь і несвідомого Зиґмунда Фрейда і Карла Юнга.
Викладацька кар'єра Кемпбелла почалася в 1934 році в Коледжі Сари Лоуренс, де він пропрацював до 1972 року. Хоча перша велика наукова робота Кемпбелла англ. «A Skeleton Key to Finnegans Wake» (1944, у співавторстві з Мортоном Робінсоном) була присвячена літературі, незабаром він зосередився на дослідженні міфології. На Кемпбелла сильно вплинув німецький індолог Генріх Циммер з баченням індійських міфів як незалежного від часу вмістилища духовних істин. Після смерті Циммера в 1943 році Кемпбелл відредагував його рукописи і видав в 1946 році книгу «Міфи і символи індійського мистецтва і цивілізації» (англ. «Myths and Symbols in Indian Art and Civilization»).
Захоплення Кемпбелла міфами, східними релігіями і юнґініянською психологією в результаті вилилося в його знамените дослідження міфів про героя — «Герой з тисячею облич» (англ. «The Hero with a Thousand Faces», 1949). Після подорожі в Індію в 1954 році Кемпбелл пише «Маски Бога» (1959—1968) — чотиритомне дослідження міфології. Його метою було написати історію міфів, через яку простежується «фундаментальне єдність духовної історії людства» у вигляді повсюдно поширених міфологічних сюжетів таких, як викрадення вогню, потоп, земля мертвих, непорочне зачаття, воскресаючий герой. Наступною книгою Кемпбелла був «Політ диких гусей» (1969) — збірка есеїв про біологічні, метафізичних та історико-культурних витоках міфів і секуляризації сакрального в сучасному світі.
Після відходу з Коледжу Сари Лоуренс в 1972 році Кемпбелл переїхав в Гонолулу, де продовжив письменницьку діяльність. До цього періоду відносяться роботи «Міфи, в яких нам жити» (1972) — про необхідність нових міфів в сучасному світі, «Міфічний образ» (1974) — дослідження зв'язків між снами, міфами і мистецтвом, «Внутрішні простори космосу: метафора як міф і як релігія» (1986) — збірник лекцій з міфології, «Історичний атлас всесвітньої міфології» (1983, 1989) — спроба простежити походження та поширення міфів, а також «Сила міфу».
Джозеф Кемпбелл помер від раку в Гонолулу в 1987 році.

## Переклади українською
- Джозеф Кемпбелл. Герой із тисячею облич. Переклад з англ.: Олександр Мокровольський. Київ: Видавничий дім «Альтернативи», 1999. 392 стор. ISBN 966-7217-36-1[12]
  - (передрук) Джозеф Кемпбелл. Тисячоликий герой. Переклад з англ.: Олександр Мокровольський. Львів: Terra incognita, 2020. 416 стор. ISBN 978-617-7646-26-5

- Джозеф Кемпбелл. Богині. Таємниця жіночої божественності. Переклад з англ.: Наталка Мірчук. Львів: Terra Incognita, 2025. 320 стор.